# 不一致的比較
不一致的比較（inconsistent comparison）是一種非形式謬誤，指將對不同對象採用不同基準作出的比較，並列作為理據證成某主張。這種謬誤有時是出於對運用比較數據的概念模糊，是無意而成的。但也有刻意以此為宣傳手法，或於辯論中藉此誤導他人以求勝出。

## 示例
「甲公司的產品比乙公司的更便宜，比丙公司的更多功能。」
這種說詞試圖營造甲公司的產品既便宜又多功能的形象，優勝於乙公司和丙公司，是最好的選擇。然而可能甲公司的產品功能較乙公司的少，而價格卻比丙公司的高，因此即使該陳述為真實，亦不足以使「甲公司的產品最好」此一結論成立，是一種常見的宣傳手段。

## 外部連結
- （英文）Inconsistent comparison（页面存档备份，存于）